# Cojoba graciliflora
Cojoba graciliflora là một loài thực vật có hoa trong họ Đậu. Loài này được (S.F.Blake) Britton & Rose miêu tả khoa học đầu tiên.